# Lijst van spelers van Liverpool FC (Engeland)
Deze lijst omvat voetballers die bij de Engelse voetbalclub Liverpool FC spelen of gespeeld hebben. De spelers zijn alfabetisch gerangschikt.

## A
- Alan A'Court
- Abel Xavier
- Gary Ablett
- Charlie Adam
- Daniel Agger
- Andrew Aitken
- Luis Alberto
- Thiago Alcántara
- John Aldridge
- Trent Alexander-Arnold
- George Allan
- Joe Allen
- Messina Allman
- David Amoo
- Eric Anderson
- Paul Anderson
- Nicolas Anelka
- Alberto Aquilani
- Arbeloa
- Tom Armstrong
- Alan Arnell
- Steve Arnold
- Pegguy Arphexad
- Alf Arrowsmith
- Charlie Ashcroft
- Iago Aspas
- Oussama Assaidi
- Daniel Ayala

## B
- Phil Babb
- Markus Babbel
- Ryan Babel
- Jack Balmer
- Mario Balotelli
- Jack Bamber
- Alan Banks
- William Banks
- Henry Barkas
- Nick Barmby
- John Barnes
- Fred Baron
- Kevin Baron
- Milan Baroš
- Barragán
- Harold Barton
- Wilf Bartrop
- Bernard Battles
- George Beadles
- Peter Beardsley
- Alisson Becker
- Francis Becton
- Augustus Beeby
- Jim Beglin
- Craig Bellamy
- Yossi Benayoun
- Thomas Bennett
- Christian Benteke
- Sepp van den Berg
- Patrik Berger
- Arthur Berry
- Louis Bimpson
- Igor Bišćan
- Stig Inge Bjørnebye
- Robert Blanthorne
- Ernest Blenkinsop
- Reginald Blore
- Phil Boersma
- Bob Bolder
- Fabio Borini
- Dean Bouzanis
- John Bovill
- George Bowen
- Sam Bowyer
- Charlie Boyd
- Synan Braddish
- James Bradley
- Thomas Bradshaw
- Tiny Bradshaw
- Cameron Brannagan
- Philip Bratley
- Ken Brierley
- Tom Bromilow
- Joseph Brough
- Derek Brownbill
- John Browning
- Les Bruton
- Fred Buck
- Ben Bull
- Keith Burkinshaw
- David Burrows
- Matt Busby
- Tom Bush
- Gerry Byrne

## C
- Joe Cadden
- Ian Callaghan
- Titi Camara
- James Cameron
- Jonathan Cameron
- Don Campbell
- Kenneth Campbell
- Robert Campbell
- Emre Can
- John Carlin
- Willie Carlin
- Len Carney
- Lance Carr
- Jamie Carragher
- Andy Carroll
- Scott Carson
- Jimmy Carter
- Jimmy Case
- Jamie Cassidy
- John Chadburn
- Edgar Chadwick
- William Chalmers
- Alec Chamberlain
- Henry Chambers
- John Charlton
- Philip Charnock
- Francis Checkland
- Bruno Cheyrou
- Albert Childs
- Pedro Chirivella
- Phil Chisnall
- Tom Chorlton
- Frank Christie
- Djibril Cissé
- Aly Cissokho
- James Clark
- Thomas Cleghorn
- James Cleland
- Ray Clemence
- Nigel Clough
- Nathaniel Clyne
- Conor Coady
- Sebastián Coates
- William Cockburn
- Avi Cohen
- Joe Cole
- James Collins
- Stan Collymore
- Robert Colvin
- Tommy Cooper
- Peter Cormack
- Charles Cotton
- Tony Cousins
- Philippe Coutinho
- Jack Cox
- Herbert Craik
- Edmund Crawford
- Robert Crawford
- Russell Crossley
- Peter Crouch
- Dan Cunliffe
- William Cunningham
- John Curran

## D
- Benjamin Dabbs
- Kenny Dalglish
- Lauri Dalla Valle
- Stephen Darby
- David Davidson
- John Davies
- James Dawson
- Ken De Mange
- Philipp Degen
- William Devlin
- Gerald Dewhurst
- Salif Diao
- Luis Fernando Díaz
- Douglas Dick
- Julian Dicks
- Joe Dickson
- Virgil van Dijk
- Diego Cavalieri
- Joseph Dines
- Bernard Diomède
- El Hadji Diouf
- Edward Doig
- Cyril Done
- Robert Done
- Doni
- Willie Donnelly
- Andrea Dossena
- Stewart Downing
- John Drummond
- Jerzy Dudek
- Sean Dundee
- William Dunlop
- John Durnin

## E
- John Easdale
- Harry Eastham
- Nathan Eccleston
- Dick Edmed
- Oviemuno Ejaria
- Nabil El Zhar
- Sam English
- Alun Evans
- John Evans
- Roy Evans

## F
- Fábio Aurélio
- Chris Fagan
- Wllie Fagan
- David Fairclough
- Thomas Fairfoul
- Robert Ferguson
- Fernando Torres
- Philip Ferns
- Jean-Michel Ferri
- Steve Finnan
- Patrick Finnerhan
- Fred Finney
- Roberto Firmino
- Harold Fitzpatrick
- Matthew Fitzsimmons
- Jon Flanagan
- George Fleming
- Michael Foley-Sheridan
- Dick Forshaw
- Robbie Fowler
- Abraham Foxall
- Robbie Foy
- Brad Friedel
- Jim Furnell

## G
- Cody Gakpo
- Tommy Gardner
- James Garner
- James Garside
- Howard Gayle
- Mark Gayle
- Fred Geary
- Hugh Gerhardi
- Steven Gerrard
- Gary Gillespie
- Joe Gomez
- Mark González
- Bruce Grobbelaar
- Marko Grujić
- Haukur Guðnason
- Péter Gulácsi
- Danny Guthrie

## H
- Brian Hall
- Dietmar Hamann
- Adam Hammill
- Alan Hansen
- Martin Hansen
- Sam Hardy
- Steven Harkness
- Paul Harrison
- Vegard Heggem
- Steve Heighway
- Stéphane Henchoz
- Jordan Henderson
- Emile Heskey
- Jack Hobbs
- David Hodgson
- Gordon Hodgson
- Mike Hooper
- Ray Houghton
- Raby Howell
- Emlyn Hughes
- John Hughes
- Laurie Hughes
- Roger Hunt
- Sailor Hunter
- Don Hutchison
- Glenn Hysén
- Sami Hyypiä

## I
- Jordon Ibe
- Besian Idrizaj
- Tiago Ilori
- Paul Ince
- Tom Ince
- Danny Ings
- Emiliano Insúa
- Steven Irwin
- Charles Itandje

## J
- David James
- David Johnson
- Glen Johnson
- Craig Johnston
- Barry Jones
- Bill Jones
- Bradley Jones
- Joey Jones
- Lee Jones
- Paul Jones
- Robert Jones
- José Enrique
- Josemi
- Milan Jovanović

## K
- Loris Karius
- Robbie Keane
- Kevin Keegan
- Jimmy Kelly
- Martin Kelly
- Alan Kennedy
- Mark Kennedy
- Ray Kennedy
- Harry Kewell
- Frode Kippe
- Chris Kirkland
- Ragnar Klavan
- Paul Konchesky
- István Kozma
- Jan Kromkamp
- Dirk Kuijt
- Bjørn Kvarme
- Sotirios Kyrgiakos

## L
- Billy Lacey
- Adam Lallana
- Raymond Lambert
- Rickie Lambert
- Davy Larmour
- George Latham
- Chris Lawler
- Tommy Lawrence
- Mark Lawrenson
- Anthony Le Tallec
- Sammy Lee
- Øyvind Leonhardsen
- Sebastián Leto
- Billy Liddell
- Craig Lindfield
- Alec Lindsay
- Jari Litmanen
- George Livingstone
- Larry Lloyd
- Ephraim Longworth
- Dejan Lovren
- Tommy Lucas
- Lucas Leiva
- Luis García
- Patrice Luzi

## M
- Kevin MacDonald
- Ted MacDougall
- Jim Magilton
- Sadio Mané
- Alex Manninger
- David Mannix
- Mike Marsh
- David Martin
- Javier Mascherano
- Joël Matip
- Dominic Matteo
- Robert Matthews
- Leyton Maxwell
- Gary McAllister
- Jason McAteer
- Terry McDermott
- James McDougall
- Frank McGarvey
- Donald McKinlay
- Steve McMahon
- Steve McManaman
- Dave McMullan
- Jock McNab
- Matt McQueen
- Carl Medjani
- Erik Meijer
- James Melia
- Neil Mellor
- Emmanuel Mendy
- Simon Mignolet
- Nikolai Mihailov
- Miki Roqué
- Willie Millar
- Thomas Miller
- Gordon Milne
- James Milner
- Richard Money
- Brian Mooney
- Ronnie Moran
- Alberto Moreno
- Hugh Morgan
- Morientes
- Richard Morris
- Victor Moses
- Jan Mølby
- Danny Murphy

## N
- David N'Gog
- Phil Neal
- Krisztián Németh
- Jon Newby
- Steve Nicol
- Berry Nieuwenhuys
- Núñez

## O
- Steve Ogrizovic
- Sheyi Ojo
- Divock Origi
- Jon Otsemobor
- Michael Owen

## P
- Dani Pacheco
- Daniele Padelli
- Bob Paisley
- Gabriel Paletta
- Des Palmer
- Guðlaugur Pálsson
- Jack Parkinson
- Edward Parry
- Maurice Parry
- Richie Partridge
- Ernest Peake
- Mauricio Pellegrino
- Lee Peltier
- Jermaine Pennant
- Pepe Reina
- Torben Piechnik
- Jim Platt
- Damien Plessis
- Darren Potter
- Christian Poulsen

## R
- Alex Raisbeck
- Connor Randall
- Raúl Meireles
- Dave Raven
- Sam Raybould
- Jamie Redknapp
- Karl-Heinz Riedle
- Riera
- John Arne Riise
- Nick Rizzo
- Dave Roberts
- Gareth Roberts
- Andrew Robertson
- Jack Robinson
- Michael Robinson
- Maxi Rodríguez
- Ronny Rosenthal
- Ian Ross
- Jimmy Ross
- Tony Rowley
- Neil Ruddock
- Ian Rush

## S
- Nuri Şahin
- Mamadou Sakho
- Mohamed Salah
- Dean Saunders
- John Scales
- Elisha Scott
- Kevin Sheedy
- Jonjo Shelvey
- Cyril Sidlow
- András Simon
- Florent Sinama-Pongolle
- Jerome Sinclair
- Mohamed Sissoko
- Daniel Sjölund
- Martin Škrtel
- Vladimír Šmicer
- Brad Smith
- James Smith
- Tommy Smith
- Mark Smyth
- Sammy Smyth
- Rigobert Song
- Graeme Souness
- Nigel Spackman
- Jay Spearing
- Ian St. John
- Steve Staunton
- Michael Stensgaard
- Raheem Sterling
- Willie Stevenson
- Kevin Stewart
- Paul Stewart
- Geoff Strong
- Albert Stubbins
- Daniel Sturridge
- Luis Suárez
- Suso

## T
- Nicky Tanner
- Phil Taylor
- João Carlos Teixeira
- Conor Thomas
- Michael Thomas
- David Thompson
- Peter Thompson
- Phil Thompson
- John Toshack
- Kolo Touré
- Djimi Traoré

## V
- Barry Venison
- Grégory Vignal
- Andrij Voronin

## W
- Paul Walsh
- Mark Walters
- Danny Ward
- John Wark
- Tony Warner
- Stephen Warnock
- John Welsh
- Sander Westerveld
- Ronnie Whelan
- Zak Whitbread
- Georginio Wijnaldum
- Danny Williams
- Danny Wilson
- Andre Wisdom
- Ben Woodburn
- Mark Wright
- Stephen Wright

## X
- Xabi Alonso

## Y
- Ron Yeats
- Samed Yeşil
- Tommy Younger

## Z
- Boudewijn Zenden
- Christian Ziege